# Lisa Eriksson
Lisa Emelia Eriksson, född 2 februari 2003 i Piteå, är en svensk längdskidåkare. Hon tävlar för Piteå Elit. Eriksson fick sitt internationella genombrott när hon vann silver i 15 km klassisk stil i världsmästerskapen för juniorer i Vuokatti 16 februari 2021. Hon åkte också den andra sträckan i det vinnande stafettlaget i världsmästerskapen för juniorer i Vuokatti.
Vid junior-VM 2022 tog Eriksson silver i damernas masstart över 15 km fristil. Vid junior-VM 2023 tog hon brons i sprinten.